# Osman Nuri Hadžić
Osman Nuri Hadžić (Mostar, 28. lipnja 1869. – Beograd, 23. prosinca 1937.), hrvatski i bošnjački je književnik.

## Životopis
Osman Nuri Hadžić rođen je u Mostaru 1869. godine. Mekteb, ruždiju i medresu Hadžić je završio u svom rodnom Mostaru, a šerijatsku sudačku školu u Sarajevu. Nakon toga upisao se 24. listopada 1893. godine na Pravni fakultet Zagrebačkoga sveučilišta, kao prvi musliman iz Bosne i Hercegovine. Još dok je bio učenik mostarske medrese imao je dodire s tamošnjim pravaškim pristašama a nakon što je došao u Zagreb na Zagrebačko sveučilište djelatno sudjeluje u radu Stranke prava i govori na stranačkim skupštinama i sastancima. Dana 16. listopada 1895. godine, sudjelovao je u prosvjednom spaljivanju mađarskoga barjaka prigodom dolaska cara i kralja Franje Josipa I. u Zagreb. Zbog toga je osuđen na šest mjeseci zatvora. Nastavivši, zbog te presude, školovanje u Beču, na Zagrebačko sveučilište ponovno se upisao u jesen 1897. godine gdje je i diplomirao 1899. godine.
Službovao je u Okružnome sudu u Sarajevu, a poslije toga stalno boravio u Sarajevu, sve do Prvoga svjetskog rata; tu je istodobno radio i u Zemaljskoj vladi i u Šerijatskoj sudačkoj školi, kao profesor i jedno vrijeme kao upravnik škole.
Za vrijeme Prvoga svjetskog rata kotarski je predstojnik u Bosanskoj Dubici, a zatim u Banjoj Luci. Nakon rata bio je niz godina viši upravni činovnik, a bio je član Državnoga savjeta u Kraljevini SHS. Umro je u šezdesetosmoj godini života Beogradu, 1937. godine.
Zanimljivo je naglasiti da je njegova kći, Bahrija Nuri Hadžić, prva svjetski poznata operska pjevačica od Bošnjaka, koja je 1930-ih nosila eksperimentalni operski repertoar u Europi. Između ostalog, igrala je lik Lulu u istoimenoj široko poznatoj operi austrijskog skladatelja Albana Berga, i to u praizvedbi opere u Zürichu 1937. godine izvodeći glas sopran. Richard Strauss je izjavio da je bila najbolja i najljepša Salome (lik u Straussovoj operi istoga naziva). Njezino ime može se naći u svim povijestima opere.

## Književno stvaralaštvo
Osman Nuri Hadžić počinje pisati veoma rano. 1892. godine se je, još kao učenik sarajevske Šerijatske sudačke škole, javio zbirkom istočnjačkih aforizama u Supilovoj dubrovačkoj Crvenoj Hrvatskoj a 1893. godine objavljuje kratke priče i eseje u zagrebačkoj pravaškoj Prosvjeti i reviji Dom i sviet. Pisao je i u zajednici sa svojim dobrim prijateljem Ivanom Azizom Milićevićem, objavljujući veliki broj romana i pripovijedaka po raznim književnim časopisima. Njihovi radovi objavljivani su pod zajedničkim pseudonimom Osman-Aziz. Zauzimali su se i za približavanje muslimana hrvatstvu. Hadžić je pisao i za Vijenac, Nadu i Behar. Mnogo se bavio i kulturnom poviješću, vjersko-prosvjetnim pitanjima te polemikom. Prvu pripovijetku objavio je 1893. godine u časopisu Dom i sviet. Također objavljivao je priče, crtice, sentencije, eseje i književne kritike pod pseudonimom Vamik ili s Ivanom Milićevićem pod zajedničkim pseudonimima Osman-Aziz i Ibni Mostari u časopisima i listovima: Bog i Hrvati (1894.), Mlada Hrvatska (1894.), Prosvjeta (1894., 1896.), Hrvatska (1895.), Nada (1895., 1897. – 1998.), Zvonimir (1895.), Vienac (1896. – 1897.), Agramer Zeitung (1897.), Narodne novine (1897.), Lovačko-ribarski viestnik (1898.), Mali dobrotvor (1898. – 1899.), Behar (1900. – 1903., 1908. – 1909.), Sarajevski list (1913.), Gajret (1927., 1930., 1932.) i Pravda (1927. – 1928.).
Kao vrstan poznavatelj mnogih pitanja postigao je na tom polju zapažen uspjeh. Naročito mu je značajno djelo Muhammed a.s. i Kur’an, gdje opisuje kulturnu povijest islama.
Zajedno sa Safvet-begom Bašagićem i Edhemom Mulabdićem pokrenuo je list Behar, 1. svibnja 1900. godine, čija je kulturna uloga u životu Bošnjaka bila neosporno važna.

## Djela
- Ago Šarić: pripoviest iz prošlosti Mostara, (Zagreb, 1894.)
- Islam i kultura, (Zagreb, 1894.)
- Mearif (1894.) (s Ivanom Azizom Milićevićem, pod zajedničkim pseudonimom Osman-Aziz)
- Bez nade: pripoviest iz mostarskoga života, (Zagreb, 1895.; Sarajevo, 1992.) (s Ivanom Azizom Milićevićem, pod zajedničkim pseudonimom Osman-Aziz)
- Pogibija i osveta Smail-age Čengića i Marijanova rana, Zagreb, 1895. (s Ivanom Azizom Milićevićem, pod zajedničkim pseudonimom Osman-Aziz)
- Na pragu novoga doba: pripovijesti, (Naklada Matice hrvatske, Zagreb, 1896.) (s Ivanom Azizom Milićevićem, pod zajedničkim pseudonimom Osman-Aziz)
- Bez svrhe: slika iz života, (Zagreb, 1897.) (s Ivanom Azizom Milićevićem, pod zajedničkim pseudonimom Osman-Aziz)
- Pripovijesti iz bosanskoga života, (Zagreb, 1898.)
- Muslimansko pitanje u Bosni i Hercegovini, (Zagreb, 1902.)
- Borba muslimana za vjersko-prosvjetnu autonomiju, (Beograd, 1902.)
- Muhammed a.s. i Kur’an: osvrt na historiju islamske kulture, (Beograd, 1931.; 2. izd. Sarajevo?, 1968.; Sarajevo, 1982.; 3. izd. Sarajevo?, 1986.; 4. izd. Sarajevo?, 1987.; 5. izd. ?; 6. izd. Sarajevo?, 1987.)
- Bosna i Hercegovina pod austro-ugarskom upravom, (Beograd, 1938.) (suautori Vladislav Škarić i Nikola Stojanović)
- Pripovijetke, (Sarajevo, 1980.)
- Ago Šarić, Osman Nuri Hadžić. Bez nade, Osman-Aziz. (Sarajevo, 1980.)
- Smail aga Čengić i druge priče, (Zagreb, 1993.) (s Ivanom Azizom Milićevićem, pod zajedničkim pseudonimom Osman-Aziz)
- Muhamed A. S. i Kur'an : kulturna istorija islama, (Zagreb, Kaj, 1995.)
- Rukopis pripovijetke Tko pod drugim jamu kopa, sam će u nju upasti čuva se u NSK pod naslovom Tužne uspomene.[7]

## Vanjske povezice
- Osman Nuri Hadžić  Arhivirana inačica izvorne stranice od 24. srpnja 2021. (Wayback Machine)